# Erythrodiplax melanica
Erythrodiplax melanica is een libellensoort uit de familie van de korenbouten (Libellulidae), onderorde echte libellen (Anisoptera).
De wetenschappelijke naam Erythrodiplax melanica is voor het eerst geldig gepubliceerd in 1942 door Donald J. Borror.